# 잇폰마쓰정
잇폰마쓰정(一本松町)은 에히메현 난요지역, 미나미우와군에 있던 정이다. 현재의 아이난정 동쪽에 해당한다. 고치현과의 현 경계에 있어 저출산이 진행되고 있다.
2004년 10월 1일, 미쇼정, 조헨정, 니시우미정, 우치우미촌이 합병해 아이난정이 되어 소멸하였다.

## 지리
동쪽과 서쪽이 산지에 낀 소규모 분지를 이루고 있다. 중부에는 마사키 강이 작게 흐르고 있다. 고치현의 스쿠모 시 및 기타우와 군 쓰시마 정과의 경계를 이루고 있는 시노야마가 북쪽으로 솟아있다.

## 역사
- 1889년 4월 1일 - 정촌제 시행에 수반해 미나미우와군 잇폰마쓰촌이 성립하였다.
- 메이지 시대 후반 쇼와 초기에 걸쳐 양잠이 성행하였다.
- 1962년 1월 1일 - 정으로 승격해 잇폰마쓰정이 되었다.
- 쇼와 40년대에는 농업 및 임업 구조 개선 사업이 잇따라 실시되어 감귤이나 소채 재배, 버섯류 등의 도입이 시도되었다.
- 1973년 - 시노야마가 국립공원 지역으로 지정되어 관광개발이 본격화되었다.
- 2004년 10월 1일 - 미쇼정, 조헨정, 니시우미정, 우치우미촌이 합병해 아이난정이 되었다.

## 교통

### 도로
- 국도 56호선